# Davis Cup 2022 – baráž 1. světové skupiny
Baráž 1. světové skupiny Davis Cupu 2022 představovala dvanáct mezistátních tenisových zápasů hraných mezi 4.–6. březnem 2022. V rámci Davis Cupu 2022 do ní nastoupilo dvacet čtyři družstev, které vytvořily dvanáct párů. Dvoudenní vzájemná mezistátní utkání se konala ve formátu na tři vítězné body (čtyři dvouhry a čtyřhra). Jeden z členů dvojice hostil duel na domácí půdě.
Vítězové postoupili do zářijové 1. světové skupiny 2022 a na poražené čekala účast ve 2. světové skupině 2022 hrané také v září.

## Přehled
Baráže 1. světové skupiny se zúčastnilo dvacet čtyři týmů:
- 2 poražené týmy z vyřazovacího kola 1. světové skupiny 2021
- 12 poražených týmů z 1. světové skupiny 2021
- 8 nejvýše postavených vítězů z 2. světové skupiny 2021
- 2 vítězné týmy z vyřazovacího kola 2. světové skupiny 2021

Nasazené týmy
- Chile (21.)
- Indie (22.)
- Uzbekistán (25.)
- Portugalsko (28.)
- Bosna a Hercegovina (29.)
- Izrael (31.)
- Uruguay (33.)
- Ukrajina (34.)
- Pákistán (35.)
- Peru (36.)
- Libanon (37.)
- Mexiko (38.)

Nenasazené týmy
- Litva (39.)
- Nový Zéland (40.)
- Bolívie (43.)
- Švýcarsko (45.)
- Bělorusko (46.)
- Polsko (47.)
- Slovinsko (49.)
- Turecko (51.)
- Jižní Afrika (52.)
- Barbados (54.)
- Tunisko (56.)
- Dánsko (57.)

Žebříček ITF k 20. září 2021.
| Baráž 1. světové skupiny – 4. až 6. března 2022 | Baráž 1. světové skupiny – 4. až 6. března 2022 | Baráž 1. světové skupiny – 4. až 6. března 2022 | Baráž 1. světové skupiny – 4. až 6. března 2022 | Baráž 1. světové skupiny – 4. až 6. března 2022 | Baráž 1. světové skupiny – 4. až 6. března 2022 | Baráž 1. světové skupiny – 4. až 6. března 2022 |
| Domácí                                          | výsledek                                        | hosté                                           | místo konání                                    | areál / hala                                    | povrch                                          |                                                 |
| ----------------------------------------------- | ----------------------------------------------- | ----------------------------------------------- | ----------------------------------------------- | ----------------------------------------------- | ----------------------------------------------- | ----------------------------------------------- |
| Chile [1]                                       | 4–0                                             | Slovinsko                                       | Viña del Mar                                    | Club Union de Tenis                             | antuka                                          |                                                 |
| Indie [2]                                       | 4–0                                             | Dánsko                                          | Nové Dillí                                      | Delhi Gymkhana Club                             | tráva                                           |                                                 |
| Uzbekistán [3]                                  | 2–3                                             | Turecko                                         | Taškent                                         | Olympijská tenisová škola                       | tvrdý (h)                                       |                                                 |
| Portugalsko [4]                                 | 4–0                                             | Polsko                                          | Porto                                           | Complexo Municipal de Ténis da Maia             | antuka (h)                                      |                                                 |
| Tunisko                                         | 1–3                                             | Bosna a Hercegovina [5]                         | Tunis                                           | Tennis Club de Tunis                            | antuka                                          |                                                 |
| Izrael [6]                                      | 3–1                                             | Jižní Afrika                                    | Ašdod                                           | HaKiriya Arena                                  | tvrdý (h)                                       |                                                 |
| Nový Zéland                                     | 3–1                                             | Uruguay [7]                                     | Las Vegas (Spojené státy)                       | Darling Tennis Center                           | tvrdý                                           |                                                 |
| Ukrajina [8]                                    | 3–0                                             | Barbados                                        | Antalya (Turecko)                               | Rixos Premium Belek                             | tvrdý                                           |                                                 |
| Pákistán [9]                                    | 3–2                                             | Litva                                           | Islámábád                                       | Pakistan Sports Complex                         | tráva                                           |                                                 |
| Peru [10]                                       | 3–1                                             | Bolívie                                         | Lima                                            | Club Lawn Tennis de La Exposición               | antuka                                          |                                                 |
| Švýcarsko                                       | 3–1                                             | Libanon [11]                                    | Biel/Bienne                                     | Jan Group Arena                                 | tvrdý (h)                                       |                                                 |
| Mexiko [12]                                     | bez boje                                        | Bělorusko                                       | Ciudad de México                                | Estadio Rafael Osuna                            | antuka                                          |                                                 |

## Zápasy baráže 1. světové skupiny

### Chile vs. Slovinsko
| | Chile | 4 :                                                                 | 0   | Slovinsko |          |            |
| --- | ----- | ------------------------------------------------------------------- | --- | --------- | -------- | ---------- |
| Club Union de Tenis, Viña del Mar, Chile 4.–5. března 2022 antuka |       |                                                                     |     |           |          |            |
| \| \| \| \| 1. \| 2. \| 3. \| \| \| -- \| \| ------------------------------------------------------------------- \| --- \| ---- \| -------- \| ---------- \| \| 1. \| \| Alejandro Tabilo Bor Artnak \| 6 3 \| 6 3 \| \| \| \| 2. \| \| Nicolás Jarry Blaž Rola \| 6 3 \| 3 6 \| 7 5 \| \| \| 3. \| \| Tomás Barrios Vera / Alejandro Tabilo Sebastian Dominko / Blaž Rola \| 6 2 \| 6 3 \| \| \| \| 4. \| \| Diego Fernández Flores Sebastian Dominko \| 3 6 \| 7 64 \| [10] [2] \| \| \| 5. \| \| Nicolás Jarry Bor Artnak \| \| \| \| nehrálo se \| \| \| \| \| \| \| \| \| \| \| \| \| \| \| \| \| \| \| \| \| \| \| \| \| \| \| \| \| \| \| \| \| \| \| \| \| \| \| \| \| |       |                                                                     |     |           |          |            |
| |       |                                                                     | 1.  | 2.        | 3.       |            |
| 1. |       | Alejandro Tabilo Bor Artnak                                         | 6 3 | 6 3       |          |            |
| 2. |       | Nicolás Jarry Blaž Rola                                             | 6 3 | 3 6       | 7 5      |            |
| 3. |       | Tomás Barrios Vera / Alejandro Tabilo Sebastian Dominko / Blaž Rola | 6 2 | 6 3       |          |            |
| 4. |       | Diego Fernández Flores Sebastian Dominko                            | 3 6 | 7 64      | [10] [2] |            |
| 5. |       | Nicolás Jarry Bor Artnak                                            |     |           |          | nehrálo se |
| |       |                                                                     |     |           |          |            |
| |       |                                                                     |     |           |          |            |
| |       |                                                                     |     |           |          |            |
| |       |                                                                     |     |           |          |            |
| |       |                                                                     |     |           |          |            |

### Indie vs. Dánsko
| | Indie | 4 :                                                              | 0    | Dánsko |          |            |
| --- | ----- | ---------------------------------------------------------------- | ---- | ------ | -------- | ---------- |
| Delhi Gymkhana Club, Nové Dillí, Indie 4.–5. března 2022 tráva |       |                                                                  |      |        |          |            |
| \| \| \| \| 1. \| 2. \| 3. \| \| \| -- \| \| ---------------------------------------------------------------- \| ---- \| --- \| -------- \| ---------- \| \| 1. \| \| Ramkumar Ramanathan Christian Sigsgaard \| 6 3 \| 6 2 \| \| \| \| 2. \| \| Juki Bhambri Mikael Torpegaard \| 6 4 \| 6 4 \| \| \| \| 3. \| \| Rohan Bopanna / Divij Šaran Frederik Nielsen / Mikael Torpegaard \| 63 7 \| 6 4 \| 7 64 \| \| \| 4. \| \| Ramkumar Ramanathan Johannes Ingildsen \| 5 7 \| 7 5 \| [10] [7] \| \| \| 5. \| \| Juki Bhambri Christian Sigsgaard \| \| \| \| nehrálo se \| \| \| \| \| \| \| \| \| \| \| \| \| \| \| \| \| \| \| \| \| \| \| \| \| \| \| \| \| \| \| \| \| \| \| \| \| \| \| \| \| |       |                                                                  |      |        |          |            |
| |       |                                                                  | 1.   | 2.     | 3.       |            |
| 1. |       | Ramkumar Ramanathan Christian Sigsgaard                          | 6 3  | 6 2    |          |            |
| 2. |       | Juki Bhambri Mikael Torpegaard                                   | 6 4  | 6 4    |          |            |
| 3. |       | Rohan Bopanna / Divij Šaran Frederik Nielsen / Mikael Torpegaard | 63 7 | 6 4    | 7 64     |            |
| 4. |       | Ramkumar Ramanathan Johannes Ingildsen                           | 5 7  | 7 5    | [10] [7] |            |
| 5. |       | Juki Bhambri Christian Sigsgaard                                 |      |        |          | nehrálo se |
| |       |                                                                  |      |        |          |            |
| |       |                                                                  |      |        |          |            |
| |       |                                                                  |      |        |          |            |
| |       |                                                                  |      |        |          |            |
| |       |                                                                  |      |        |          |            |

### Uzbekistán vs. Turecko
| | Uzbekistán | 2 :                                                           | 3    | Turecko |     |  |
| --- | ---------- | ------------------------------------------------------------- | ---- | ------- | --- |  |
| Olympijská tenisová škola, Taškent, Uzbekistán 4.–5. března 2022 tvrdý (h) |            |                                                               |      |         |     |  |
| \| \| \| \| 1. \| 2. \| 3. \| \| \| -- \| \| ------------------------------------------------------------- \| ---- \| ---- \| --- \| \| \| 1. \| \| Sandžar Fajzijev Cem İlkel \| 6 3 \| 61 7 \| 6 4 \| \| \| 2. \| \| Sergej Fomin Altuğ Çelikbilek \| 3 6 \| 4 6 \| \| \| \| 3. \| \| Sandžar Fajzijev / Sergej Fomin Altuğ Çelikbilek / Yankı Erel \| 6 2 \| 6 4 \| \| \| \| 4. \| \| Sandžar Fajzijev Altuğ Çelikbilek \| 6 4 \| 1 6 \| 4 6 \| \| \| 5. \| \| Sergej Fomin Cem İlkel \| 62 7 \| 64 7 \| \| \| \| \| \| \| \| \| \| \| \| \| \| \| \| \| \| \| \| \| \| \| \| \| \| \| \| \| \| \| \| \| \| \| \| \| \| \| \| \| \| \| |            |                                                               |      |         |     |  |
| |            |                                                               | 1.   | 2.      | 3.  |  |
| 1. |            | Sandžar Fajzijev Cem İlkel                                    | 6 3  | 61 7    | 6 4 |  |
| 2. |            | Sergej Fomin Altuğ Çelikbilek                                 | 3 6  | 4 6     |     |  |
| 3. |            | Sandžar Fajzijev / Sergej Fomin Altuğ Çelikbilek / Yankı Erel | 6 2  | 6 4     |     |  |
| 4. |            | Sandžar Fajzijev Altuğ Çelikbilek                             | 6 4  | 1 6     | 4 6 |  |
| 5. |            | Sergej Fomin Cem İlkel                                        | 62 7 | 64 7    |     |  |
| |            |                                                               |      |         |     |  |
| |            |                                                               |      |         |     |  |
| |            |                                                               |      |         |     |  |
| |            |                                                               |      |         |     |  |
| |            |                                                               |      |         |     |  |

### Portugalsko vs. Polsko
| | Portugalsko | 4 :                                                          | 0   | Polsko |     |            |
| --- | ----------- | ------------------------------------------------------------ | --- | ------ | --- | ---------- |
| Complexo Municipal de Ténis da Maia, Porto, Portugalsko 4.–5. března 2022 antuka (h) |             |                                                              |     |        |     |            |
| \| \| \| \| 1. \| 2. \| 3. \| \| \| -- \| \| ------------------------------------------------------------ \| --- \| --- \| --- \| ---------- \| \| 1. \| \| João Sousa Kacper Żuk \| 6 3 \| 2 6 \| 6 4 \| \| \| 2. \| \| Nuno Borges Kamil Majchrzak \| 3 6 \| 6 4 \| 6 3 \| \| \| 3. \| \| Nuno Borges / Francisco Cabral Szymon Walków / Jan Zieliński \| 3 6 \| 6 3 \| 6 4 \| \| \| 4. \| \| Gastão Elias Jan Zieliński \| 6 1 \| 6 3 \| \| \| \| 5. \| \| Nuno Borges Kacper Żuk \| \| \| \| nehrálo se \| \| \| \| \| \| \| \| \| \| \| \| \| \| \| \| \| \| \| \| \| \| \| \| \| \| \| \| \| \| \| \| \| \| \| \| \| \| \| \| \| |             |                                                              |     |        |     |            |
| |             |                                                              | 1.  | 2.     | 3.  |            |
| 1. |             | João Sousa Kacper Żuk                                        | 6 3 | 2 6    | 6 4 |            |
| 2. |             | Nuno Borges Kamil Majchrzak                                  | 3 6 | 6 4    | 6 3 |            |
| 3. |             | Nuno Borges / Francisco Cabral Szymon Walków / Jan Zieliński | 3 6 | 6 3    | 6 4 |            |
| 4. |             | Gastão Elias Jan Zieliński                                   | 6 1 | 6 3    |     |            |
| 5. |             | Nuno Borges Kacper Żuk                                       |     |        |     | nehrálo se |
| |             |                                                              |     |        |     |            |
| |             |                                                              |     |        |     |            |
| |             |                                                              |     |        |     |            |
| |             |                                                              |     |        |     |            |
| |             |                                                              |     |        |     |            |

### Tunisko vs. Bosna a Hercegovina
| | Tunisko | 1 :                                                        | 3    | Bosna a Hercegovina |     |            |
| --- | ------- | ---------------------------------------------------------- | ---- | ------------------- | --- | ---------- |
| Tennis Club de Tunis, Tunis, Tunisko 4.–6. března 2022 antuka |         |                                                            |      |                     |     |            |
| \| \| \| \| 1. \| 2. \| 3. \| \| \| -- \| \| ---------------------------------------------------------- \| ---- \| --- \| --- \| ---------- \| \| 1. \| \| Moez Echargui Damir Džumhur \| 3 6 \| 6 3 \| 5 7 \| \| \| 2. \| \| Malek Džazírí Mirza Bašić \| 5 7 \| 7 5 \| 6 3 \| \| \| 3. \| \| Moez Echargui / Malek Džazírí Mirza Bašić / Tomislav Brkić \| 6 1 \| 4 6 \| 3 6 \| \| \| 4. \| \| Malek Džazírí Damir Džumhur \| 7 65 \| 3 6 \| 3 6 \| \| \| 5. \| \| Moez Echargui Mirza Bašić \| \| \| \| nehrálo se \| \| \| \| \| \| \| \| \| \| \| \| \| \| \| \| \| \| \| \| \| \| \| \| \| \| \| \| \| \| \| \| \| \| \| \| \| \| \| \| \| |         |                                                            |      |                     |     |            |
| |         |                                                            | 1.   | 2.                  | 3.  |            |
| 1. |         | Moez Echargui Damir Džumhur                                | 3 6  | 6 3                 | 5 7 |            |
| 2. |         | Malek Džazírí Mirza Bašić                                  | 5 7  | 7 5                 | 6 3 |            |
| 3. |         | Moez Echargui / Malek Džazírí Mirza Bašić / Tomislav Brkić | 6 1  | 4 6                 | 3 6 |            |
| 4. |         | Malek Džazírí Damir Džumhur                                | 7 65 | 3 6                 | 3 6 |            |
| 5. |         | Moez Echargui Mirza Bašić                                  |      |                     |     | nehrálo se |
| |         |                                                            |      |                     |     |            |
| |         |                                                            |      |                     |     |            |
| |         |                                                            |      |                     |     |            |
| |         |                                                            |      |                     |     |            |
| |         |                                                            |      |                     |     |            |

### Izrael vs. Jihoafrická republika
| | Izrael | 3 :                                                            | 1    | Jihoafrická republika |     |            |
| --- | ------ | -------------------------------------------------------------- | ---- | --------------------- | --- | ---------- |
| HaKiriya Arena, Ašdod, Izrael 4.–5. března 2022 tvrdý (h) |        |                                                                |      |                       |     |            |
| \| \| \| \| 1. \| 2. \| 3. \| \| \| -- \| \| -------------------------------------------------------------- \| ---- \| --- \| --- \| ---------- \| \| 1. \| \| Daniel Cukierman Lloyd Harris \| 4 6 \| 4 6 \| \| \| \| 2. \| \| Jišaj Oli'el Ruan Roelofse \| 6 2 \| 6 3 \| \| \| \| 3. \| \| Daniel Cukierman / Jonatan Erlich Lloyd Harris / Raven Klaasen \| 7 63 \| 3 6 \| 6 3 \| \| \| 4. \| \| Jišaj Oli'el Lloyd Harris \| 6 3 \| 6 4 \| \| \| \| 5. \| \| Daniel Cukierman Ruan Roelofse \| \| \| \| nehrálo se \| \| \| \| \| \| \| \| \| \| \| \| \| \| \| \| \| \| \| \| \| \| \| \| \| \| \| \| \| \| \| \| \| \| \| \| \| \| \| \| \| |        |                                                                |      |                       |     |            |
| |        |                                                                | 1.   | 2.                    | 3.  |            |
| 1. |        | Daniel Cukierman Lloyd Harris                                  | 4 6  | 4 6                   |     |            |
| 2. |        | Jišaj Oli'el Ruan Roelofse                                     | 6 2  | 6 3                   |     |            |
| 3. |        | Daniel Cukierman / Jonatan Erlich Lloyd Harris / Raven Klaasen | 7 63 | 3 6                   | 6 3 |            |
| 4. |        | Jišaj Oli'el Lloyd Harris                                      | 6 3  | 6 4                   |     |            |
| 5. |        | Daniel Cukierman Ruan Roelofse                                 |      |                       |     | nehrálo se |
| |        |                                                                |      |                       |     |            |
| |        |                                                                |      |                       |     |            |
| |        |                                                                |      |                       |     |            |
| |        |                                                                |      |                       |     |            |
| |        |                                                                |      |                       |     |            |

### Nový Zéland vs. Uruguay
| | Nový Zéland | 3 :                                                    | 1    | Uruguay |    |            |
| --- | ----------- | ------------------------------------------------------ | ---- | ------- | -- | ---------- |
| Darling Tennis Center, Las Vegas, Spojené státy americké 4.–5. března 2022 tvrdý |             |                                                        |      |         |    |            |
| \| \| \| \| 1. \| 2. \| 3. \| \| \| -- \| \| ------------------------------------------------------ \| ---- \| --- \| -- \| ---------- \| \| 1. \| \| Rubin Statham Ignacio Carou \| 6 4 \| 6 2 \| \| \| \| 2. \| \| Ajeet Rai Pablo Cuevas \| 4 6 \| 2 6 \| \| \| \| 3. \| \| Artem Sitak / Michael Venus Ariel Behar / Pablo Cuevas \| 6 3 \| 6 4 \| \| \| \| 4. \| \| Rubin Statham Pablo Cuevas \| 7 63 \| 6 2 \| \| \| \| 5. \| \| Ajeet Rai Ignacio Carou \| \| \| \| nehrálo se \| \| \| \| \| \| \| \| \| \| \| \| \| \| \| \| \| \| \| \| \| \| \| \| \| \| \| \| \| \| \| \| \| \| \| \| \| \| \| \| \| |             |                                                        |      |         |    |            |
| |             |                                                        | 1.   | 2.      | 3. |            |
| 1. |             | Rubin Statham Ignacio Carou                            | 6 4  | 6 2     |    |            |
| 2. |             | Ajeet Rai Pablo Cuevas                                 | 4 6  | 2 6     |    |            |
| 3. |             | Artem Sitak / Michael Venus Ariel Behar / Pablo Cuevas | 6 3  | 6 4     |    |            |
| 4. |             | Rubin Statham Pablo Cuevas                             | 7 63 | 6 2     |    |            |
| 5. |             | Ajeet Rai Ignacio Carou                                |      |         |    | nehrálo se |
| |             |                                                        |      |         |    |            |
| |             |                                                        |      |         |    |            |
| |             |                                                        |      |         |    |            |
| |             |                                                        |      |         |    |            |
| |             |                                                        |      |         |    |            |

### Ukrajina vs. Barbados
| | Ukrajina | 3 :                                                                   | 0   | Barbados |    |            |
| --- | -------- | --------------------------------------------------------------------- | --- | -------- | -- | ---------- |
| Rixos Premium Belek, Antalya, Turecko 4.–5. března 2022 tvrdý |          |                                                                       |     |          |    |            |
| \| \| \| \| 1. \| 2. \| 3. \| \| \| -- \| \| --------------------------------------------------------------------- \| --- \| --- \| -- \| ---------- \| \| 1. \| \| Oleksij Krutych Darian King \| 6 2 \| 6 1 \| \| \| \| 2. \| \| Illja Marčenko Matthew Foster-Estwick \| 6 3 \| 6 1 \| \| \| \| 3. \| \| Oleksij Krutych / Illja Marčenko Matthew Foster-Estwick / Darian King \| 6 4 \| 7 5 \| \| \| \| 4. \| \| Illja Marčenko Darian King \| \| \| \| nehrálo se \| \| 5. \| \| Oleksij Krutych Matthew Foster-Estwick \| \| \| \| nehrálo se \| \| \| \| \| \| \| \| \| \| \| \| \| \| \| \| \| \| \| \| \| \| \| \| \| \| \| \| \| \| \| \| \| \| \| \| \| \| \| \| \| |          |                                                                       |     |          |    |            |
| |          |                                                                       | 1.  | 2.       | 3. |            |
| 1. |          | Oleksij Krutych Darian King                                           | 6 2 | 6 1      |    |            |
| 2. |          | Illja Marčenko Matthew Foster-Estwick                                 | 6 3 | 6 1      |    |            |
| 3. |          | Oleksij Krutych / Illja Marčenko Matthew Foster-Estwick / Darian King | 6 4 | 7 5      |    |            |
| 4. |          | Illja Marčenko Darian King                                            |     |          |    | nehrálo se |
| 5. |          | Oleksij Krutych Matthew Foster-Estwick                                |     |          |    | nehrálo se |
| |          |                                                                       |     |          |    |            |
| |          |                                                                       |     |          |    |            |
| |          |                                                                       |     |          |    |            |
| |          |                                                                       |     |          |    |            |
| |          |                                                                       |     |          |    |            |

### Pákistán vs. Litva
| | Pákistán | 3 :                                                             | 2    | Litva |     |  |
| --- | -------- | --------------------------------------------------------------- | ---- | ----- | --- |  |
| Pakistan Sports Complex, Islámábád, Pákistán 4.–5. března 2022 tráva |          |                                                                 |      |       |     |  |
| \| \| \| \| 1. \| 2. \| 3. \| \| \| -- \| \| --------------------------------------------------------------- \| ---- \| ----- \| --- \| \| \| 1. \| \| Akvíl Chan Laurynas Grigelis \| 7 65 \| 3 6 \| 6 3 \| \| \| 2. \| \| Muhammad Shoaib Ričardas Berankis \| 4 6 \| 7 62 \| 4 6 \| \| \| 3. \| \| Akvíl Chan / Ajsám Kúreší Ričardas Berankis / Laurynas Grigelis \| 4 6 \| 7 64 \| 7 5 \| \| \| 4. \| \| Akvíl Chan Ričardas Berankis \| 64 7 \| 78 66 \| 4 6 \| \| \| 5. \| \| Ajsám Kúreší Edas Butvilas \| 6 4 \| 7 62 \| \| \| \| \| \| \| \| \| \| \| \| \| \| \| \| \| \| \| \| \| \| \| \| \| \| \| \| \| \| \| \| \| \| \| \| \| \| \| \| \| \| \| |          |                                                                 |      |       |     |  |
| |          |                                                                 | 1.   | 2.    | 3.  |  |
| 1. |          | Akvíl Chan Laurynas Grigelis                                    | 7 65 | 3 6   | 6 3 |  |
| 2. |          | Muhammad Shoaib Ričardas Berankis                               | 4 6  | 7 62  | 4 6 |  |
| 3. |          | Akvíl Chan / Ajsám Kúreší Ričardas Berankis / Laurynas Grigelis | 4 6  | 7 64  | 7 5 |  |
| 4. |          | Akvíl Chan Ričardas Berankis                                    | 64 7 | 78 66 | 4 6 |  |
| 5. |          | Ajsám Kúreší Edas Butvilas                                      | 6 4  | 7 62  |     |  |
| |          |                                                                 |      |       |     |  |
| |          |                                                                 |      |       |     |  |
| |          |                                                                 |      |       |     |  |
| |          |                                                                 |      |       |     |  |
| |          |                                                                 |      |       |     |  |

### Peru vs. Bolívie
| | Peru | 3 :                                                                 | 1   | Bolívie |        |            |
| --- | ---- | ------------------------------------------------------------------- | --- | ------- | ------ | ---------- |
| Club Lawn Tennis de La Exposición, Lima, Peru 4.–5. března 2022 antuka |      |                                                                     |     |         |        |            |
| \| \| \| \| 1. \| 2. \| 3. \| \| \| -- \| \| ------------------------------------------------------------------- \| --- \| --- \| ------ \| ---------- \| \| 1. \| \| Juan Pablo Varillas Murkel Dellien \| 6 2 \| 6 2 \| \| \| \| 2. \| \| Conner Huertas del Pino Hugo Dellien \| 1 6 \| 4 6 \| \| \| \| 3. \| \| Sergio Galdós / Juan Pablo Varillas Boris Arias / Federico Zeballos \| 3 6 \| 6 3 \| 7 5 \| \| \| 4. \| \| Juan Pablo Varillas Hugo Dellien \| 6 4 \| 4 6 \| 710 68 \| \| \| 5. \| \| Conner Huertas del Pino Murkel Dellien \| \| \| \| nehrálo se \| \| \| \| \| \| \| \| \| \| \| \| \| \| \| \| \| \| \| \| \| \| \| \| \| \| \| \| \| \| \| \| \| \| \| \| \| \| \| \| \| |      |                                                                     |     |         |        |            |
| |      |                                                                     | 1.  | 2.      | 3.     |            |
| 1. |      | Juan Pablo Varillas Murkel Dellien                                  | 6 2 | 6 2     |        |            |
| 2. |      | Conner Huertas del Pino Hugo Dellien                                | 1 6 | 4 6     |        |            |
| 3. |      | Sergio Galdós / Juan Pablo Varillas Boris Arias / Federico Zeballos | 3 6 | 6 3     | 7 5    |            |
| 4. |      | Juan Pablo Varillas Hugo Dellien                                    | 6 4 | 4 6     | 710 68 |            |
| 5. |      | Conner Huertas del Pino Murkel Dellien                              |     |         |        | nehrálo se |
| |      |                                                                     |     |         |        |            |
| |      |                                                                     |     |         |        |            |
| |      |                                                                     |     |         |        |            |
| |      |                                                                     |     |         |        |            |
| |      |                                                                     |     |         |        |            |

### Švýcarsko vs. Libanon
| | Švýcarsko | 3 :                                                                | 1   | Libanon |     |            |
| --- | --------- | ------------------------------------------------------------------ | --- | ------- | --- | ---------- |
| Jan Group Arena, Biel/Bienne, Švýcarsko 4.–5. března 2022 tvrdý (h) |           |                                                                    |     |         |     |            |
| \| \| \| \| 1. \| 2. \| 3. \| \| \| -- \| \| ------------------------------------------------------------------ \| --- \| ---- \| --- \| ---------- \| \| 1. \| \| Dominic Stricker Benjamin Hassan \| 3 6 \| 3 6 \| \| \| \| 2. \| \| Henri Laaksonen Hady Habib \| 5 7 \| 6 3 \| 6 3 \| \| \| 3. \| \| Marc-Andrea Hüsler / Dominic Stricker Hady Habib / Benjamin Hassan \| 6 4 \| 7 63 \| \| \| \| 4. \| \| Henri Laaksonen Benjamin Hassan \| 6 4 \| 7 64 \| \| \| \| 5. \| \| Dominic Stricker Hady Habib \| \| \| \| nehrálo se \| \| \| \| \| \| \| \| \| \| \| \| \| \| \| \| \| \| \| \| \| \| \| \| \| \| \| \| \| \| \| \| \| \| \| \| \| \| \| \| \| |           |                                                                    |     |         |     |            |
| |           |                                                                    | 1.  | 2.      | 3.  |            |
| 1. |           | Dominic Stricker Benjamin Hassan                                   | 3 6 | 3 6     |     |            |
| 2. |           | Henri Laaksonen Hady Habib                                         | 5 7 | 6 3     | 6 3 |            |
| 3. |           | Marc-Andrea Hüsler / Dominic Stricker Hady Habib / Benjamin Hassan | 6 4 | 7 63    |     |            |
| 4. |           | Henri Laaksonen Benjamin Hassan                                    | 6 4 | 7 64    |     |            |
| 5. |           | Dominic Stricker Hady Habib                                        |     |         |     | nehrálo se |
| |           |                                                                    |     |         |     |            |
| |           |                                                                    |     |         |     |            |
| |           |                                                                    |     |         |     |            |
| |           |                                                                    |     |         |     |            |
| |           |                                                                    |     |         |     |            |

### Mexiko vs. Bělorusko
| | Mexiko | bez | boje | Bělorusko |    |            |
| --- | --- | --- | ---- | --------- | -- | ---------- |
| Estadio Rafael Osuna, Ciudad de México, Mexiko 4.–5. března 2022 antuka | |     |      |           |    |            |
| \| \| \| \| 1. \| 2. \| 3. \| \| \| ----------- \| ----------------------------------------------------------------------------------------------------------------- \| \| -- \| -- \| -- \| ---------- \| \| 1. \| \| \| \| \| \| nehrálo se \| \| 2. \| \| \| \| \| \| nehrálo se \| \| 3. \| \| \| \| \| \| nehrálo se \| \| 4. \| \| \| \| \| \| nehrálo se \| \| 5. \| \| \| \| \| \| nehrálo se \| \| \| \| \| \| \| \| \| \| \| \| \| \| \| \| \| \| \| \| \| \| \| \| \| \| Podrobnosti \| \| \| \| \| \| \| \| \| Po ruské invazi na Ukrajinu v závěru února 2022 byly reprezentace Běloruska a Ruska vyloučeny ze soutěže.[14][15] \| \| \| \| \| \| | |     |      |           |    |            |
| | |     | 1.   | 2.        | 3. |            |
| 1. | |     |      |           |    | nehrálo se |
| 2. | |     |      |           |    | nehrálo se |
| 3. | |     |      |           |    | nehrálo se |
| 4. | |     |      |           |    | nehrálo se |
| 5. | |     |      |           |    | nehrálo se |
| | |     |      |           |    |            |
| | |     |      |           |    |            |
| | |     |      |           |    |            |
| Podrobnosti | |     |      |           |    |            |
| | Po ruské invazi na Ukrajinu v závěru února 2022 byly reprezentace Běloruska a Ruska vyloučeny ze soutěže. |     |      |           |    |            |